# Harrah's Atlantic City
Harrah’s Resort Atlantic City, tidigare Harrah's Marina Resort, är både ett kasino och ett hotell som ligger i Atlantic City, New Jersey i USA. Den ägs och drivs av Caesars Entertainment Corporation. Hotellet har totalt 2 590 hotellrum medan kasinot har en spelyta på 14 521 kvadratmeter (m2).
Kasinot har sitt ursprung från slutet av 1970-talet när hotellkedjan Holiday Inn och LM Walters Co skulle uppföra ett kasino med namnet Holiday Inn Marina Casino. Mitt under konstruktionen av kasinot så köpte Holiday Inn kasinooperatören Harrah's och beslutade att kasinot skulle ha namnet Harrah's Marina Resort. Den invigdes den 23 november 1980, första kasinot i Atlantic City som inte låg vid den berömda strandpromenaden. 1997 fick kasinot sitt nuvarande namn men återtog det gamla igen under ett senare skede. Det är dock okänt när det byttes återigen. Kasinot uppförde höghus för att utöka sin hotellverksamhet 1986, 1997, 2002 och 2008. 1986 gjorde man det dels för ökad efterfrågan från turister men även för att kasinot Trump's Castle, som låg över gatan, invigdes. 2008 för att konkurrera med den nyare kasinot Borgata, som invigdes 2003.